# PGC 1622
LEDA/PGC 1622 ist eine kleine Spiralgalaxie vom Hubble-Typ Sd im Sternbild Andromeda am Nordsternhimmel. Sie ist schätzungsweise 256 Millionen Lichtjahre von der Milchstraße entfernt und hat einen Durchmesser von etwa 30.000 Lichtjahren. Vom Sonnensystem aus entfernt sich das Objekt mit einer errechneten Radialgeschwindigkeit von näherungsweise 5.600 Kilometern pro Sekunde. Gemeinsam mit NGC 109 bildet sie das isolierte Galaxienpaar KPG 8.
Im selben Himmelsareal befinden sich unter anderem die Galaxien PGC 1654951, PGC 1656871, PGC 1657075, PGC 2807170.